# Самуэльсен, Андрасс
Андрасс Самуэльсен (фар. Andrass Samuelsen; 1 июля 1873 — 30 июня 1954) — фарерский политический и государственный деятель. Первый премьер-министр Фарерских островов после обретения суверенитета (12 мая 1948 — 15 декабря 1950).

## Биография
Политик. Соучредитель партии Конфедерации в 1906 году.
С 1906 по 1950 год А. Самуэльсен избирался членом Лёгтинга (парламента) Фарерских островов. В 1913—1916 и 1918—1939 годах был членом датского фолькетинга, 1917—1918 гг. — член ландстинг.
С 1924 по 1948 год А. Самуэльсен был председателем правоцентристской партии Sambandsflokkurin.
С 12 мая 1948 по 15 декабря 1950 год занимал пост премьер-министра Фарерских островов, то есть был первым премьер-министром Фарерских островов, после объявления суверенитета.